# Pasión (programa de televisión uruguayo)
Pasión es un programa deportivo uruguayo, producido por la empresa Tenfield desde 1999 y transmitido por el canal VTV desde 2003, responsable de resumir toda la actividad de la Primera División de Uruguay y debatir las jugadas polémicas que ocurran en ella.

## Historia
Luego de haber comprado los derechos del campeonato uruguayo y de haberse aprobado la oferta, Tenfield absorbe buena parte de la plantilla de TyC Uruguay, y con el objetivo de resumir toda la etapa, la empresa decide crear el programa "Pasión", que tiene como objetivo mostrar el compacto de toda la fecha, el clásico show de goles y las polémicas que surgan en ella, conducido por Sergio Gorzy.
El panel de debate lo integraron en su primer etapa Carlos Muñoz, Alberto Kesman y Javier Máximo Goñi y Juan Carlos Scelza.
Participó en el panel durante unos meses Amado Ottati.
Hasta el Torneo Especial 2016, eran emitidos los compactos de Nacional y Peñarol con la narración original. Después, la narración será realizada por los propios panelistas en vivo.
En esos años se incorporó Martín Charquero y  cocondujo junto a Sergio Gorzy
Desde mediados de 2019 el programa se divide en dos partes. La primera parte la conducen Martín Charquero y Pablo Londisky
con la participación de Nadia Fumeiro,  Marcelo Lewkowicz y el ex árbitro Gustavo Sielgler.
La segunda parte es un debate que conduce Sergio Gorzy y el panel lo integran Javier Máximo Goñi, Alberto Kesman,  Juan Carlos Scelza y Jorge Muñoz

## Equipo periodístico

### Actual
- Martín Charquero
- Sergio Gorzy
- Alberto Kesman
- Javier Máximo Goñi

### Anterior
- Juan Gallardo
- Carlos Muñoz
- Julio Ríos
- Amadeo Otatti
- Juan Carlos Scelza
- Jorge Muñoz
- Pablo Londinsky

## Otras versiones
Además del fútbol, donde además de producir el programa dominical, lanzan especiales vinculados a la Copa del Mundo y la Copa América, Pasión posee otras versiones derivadas producidas por la misma empresa: Pasión BBU conducido por Carlos Peinado y Federico Buysán, emitido en tiempos de Liga Uruguaya de Básquetbol y Pasión de Carnaval, conducido por Jorge Echagüe, Marcelo Fernández y Nelson Burgos, responsable de la transmisión del carnaval uruguayo.
También, en agosto de 2020 se estrenó Pasión Noticias, un informativo que resume lo acontecido en el deporte, con la conducción de Diego Miranda, junto a un importante equipo de periodistas.